# Autorretrato frente al caballete
Autorretrato frente al caballete es un cuadro del pintor alemán Victor Emil Janssen, realizado hacia 1828, que se conserva en la Hamburger Kunsthalle, en la ciudad alemana de Hamburgo. Está pintado al óleo sobre papel sobre lienzo, y muestra al artista trabajando ante el caballete en su propia habitación. Es su obra conservada más importante, ya que el pintor destruyó buena parte de su trabajo antes de morir, y un icono del autorretrato romántico del artista, además de la obra más solicitada en préstamo para otras exposiciones de todas cuantas forman la colección de la Hamburger Kunsthalle.

## Historia de la obra
El cuadro fue pintado hacia 1828 en Múnich, ciudad a la que el artista se había trasladado el año anterior para estudiar en la Academia de Bellas Artes bajo la dirección de Peter von Cornelius y de Julius Schnorr von Carolsfeld. Había nacido en 1807 y por lo tanto tenía unos 21 años en el momento de autorretratarse. 
Hacia el final de su vida Janssen hubo de abandonar su carrera artística. Padecía una dolencia emocional, a la que se sumó posteriormente una tuberculosis ósea que finalmente le impidió seguir con su trabajo. Abandonó Múnich en 1843 y regresó a Hamburgo, donde moriría en 1845, pero antes de marchar destruyó la mayor parte de su trabajo. No obstante, dio algunas de sus obras a su amigo el pintor Karl Koch y legó otras al pintor Friedrich Wasmann, en cuya finca fueron redescubiertas tiempo después. Entre ellas se encontraba Autorretrato frente al caballete, que al principio se atribuyó al propio Wasmann. De la herederos de Wasmann el cuadro pasó a la colección del pintor noruego Bernt Grönvold, en Berlín, y en 1928 ingresó por compra a sus herederos en la colección de la Hamburger Kunsthalle.

## Análisis de la obra
Durante sus estudios en Múnich, el pintor, que padecía tisis, se retrató a sí mismo en su habitación, que también le servía de estudio. La modernidad del cuadro reside en su implacable verismo, que se combina con los ecos de los viejos maestros. Revela un enfoque absolutamente poco convencional en la representación autocrítica y, a pesar de la severidad de la forma, es de la mayor delicadeza pictórica. La obra tiene ecos de la iconografía de Cristo como varón de dolores y presenta al autor con la espalda hundida y el abdomen abultado, lo que ha sido visto como una imagen profética de su fatal enfermedad ósea, una leyenda que en gran parte ha sido refutada. Según interpretaciones recientes, el foco de la imagen es menos la enfermedad que el proceso creativo vital del artista. Esto es lo que indica la mirada escrutadora que mira al espectador, la postura mostrando seguridad en sí mismo a pesar de la espalda encorvada y la caja de pintura en primer plano. El pintor creó así un icono del autorretrato romántico del artista, que constituye su obra más importante.
El arreglo de flores alude a la flor azul, que ha sido un símbolo del romanticismo desde la publicación en 1802 del libro Heinrich von Ofterdingen del escritor alemán Novalis.